# Vécsey Jenő
Vécsey Jenő (Hernádcéce, 1909. július 19. – Budapest, 1966. szeptember 18.) magyar zeneszerző, zenetörténész. 

## Élete
Vécsey István és Vécsey Irén fia. Zeneszerzés-tanulmányokat Kodály Zoltánnál folytatott, 1941–42-ben állami ösztöndíjjal Bécsben képezte tovább magát. 1942-től az Országos Széchényi Könyvtár munkatársa volt, majd 1945-től haláláig a Zeneműtárat vezette. Sokat tett a 18. századi magyar zene felélesztéséért. Szerkesztésével indult meg a Zeneműkiadó Vállalat Musica Rinata sorozata.
Házastársa Kormos Judit volt, akivel 1938-ban Budapesten kötött házasságot.

## Főbb művei
- Suite (zenekarra, 1941)
- Kele diák (balett, 1944)
- Boldogkő vára (szimfonikus költemény, 1952)
- Vonóshatos (1956)
- Szimfonikus Concerto (Krúdy emlékére, 1958)

### Írásai
- „L’infedeltà delusa”. Haydn operájának felújítása (Zenetudományi Tanulmányok I., Budapest, 1953)
- Haydn művei az OSZK zenei gyűjteményében (Budapest, 1959)